# Тетрависмутид родия
Тетрависмутид родия — бинарное неорганическое соединение
родия и висмута
с формулой RhBi4,
кристаллы.

## Получение
- Сплавление стехиометрических количеств чистых веществ:

{\displaystyle {\mathsf {Rh+4Bi\ {\xrightarrow {460^{o}C}}\ RhBi_{4}}}}

## Физические свойства
Тетрависмутид родия образует кристаллы
кубической сингонии,
пространственная группа I a4d,
параметры ячейки a = 1,49274 нм, Z = 4
.
Соединение образуется по перитектической реакции при 460°С  (466°С ).